# Sarah Atherton
Pour les articles homonymes, voir Atherton.
Sarah Elizabeth Atherton (née le 15 novembre 1967) est une femme politique du Parti conservateur, qui est députée pour Wrexham de 2019 à 2024,.

## Jeunesse et carrière
Atherton est née à Chester en 1967, fille de John Atherton et Evelyn Morgan. Elle quitte Christleton High School à Chester, une école polyvalente locale, à l'âge de 16 ans.
Atherton rejoint l'armée, servant dans le Corps du renseignement, avant de d'étudier à l'université de Bangor et de devenir infirmière générale. Elle étudie également à l'université métropolitaine de Manchester, où elle obtient un BSc (Hons) en santé communautaire, et à l'université de Liverpool où elle obtient un diplôme en travail social.
Atherton travaille comme infirmière et travailleur social. En outre, elle dirige sa propre entreprise, une micro-brasserie, basée à Wrexham Industrial Estate. Avant d'être élue députée de Wrexham, elle siège au conseil communautaire de Gresford et se présente sans succès à l'élection partielle d'Alyn and Deeside de 2018 pour un siège à l'Assemblée nationale du pays de Galles. Elle est membre de la Légion royale britannique.

## Carrière parlementaire
Atherton est élue députée de Wrexham en 2019. La BBC l'a décrite à l'époque comme « une Brexiter passionnée ».
À la Chambre des communes, elle siège au Comité spécial de la défense. Atherton est membre des groupes parlementaires multipartites des Forces armées et de la bière.
En février 2020, Atherton est nommée secrétaire parlementaire privé du secrétaire d'État au Pays de Galles, Simon Hart. En juin 2020, elle soutient les discussions sur les abus sexuels dans les forces armées poursuivies devant des tribunaux civils plutôt que des tribunaux militaires.

## Vie privée
En 2014, Atherton épouse Nicholas John Daniel Corcoran. Elle a un fils.